# Reidsville (Georgia)
Reidsville – miasto w Stanach Zjednoczonych, w stanie Georgia, siedziba administracyjna hrabstwa Tattnall.